# Théodore Pelloquet
Frédéric Bernard dit Théodore Pelloquet, né à Seurre (Côte-d'Or), le 13 décembre 1820, mort à Nice le 28 décembre 1868, est un journaliste et écrivain français. 

## Biographie
Rédacteur avec Nadar, qui restera son ami toute sa vie, de la correspondance des journaux de départements annexée au Commerce (1842), il devient secrétaire de la rédaction du National (1848-1851) où il s'occupe essentiellement des articles politiques et polémiques. 
Critique d'art, il publie dans de nombreux organes de presse tels : Liberté de penser, Le Siècle, L'Illustration, La Gazette de Paris.
Rédacteur en chef des Beaux-Arts (1863), on lui doit des ouvrages de vulgarisation qu'il publia aussi bien sous son nom que sous son pseudonyme, des biographies et des guides de voyage. Très considéré au milieu du XIXe siècle, mais dépendant de l'alcool, il perd la parole puis rapidement ses facultés intellectuelles et meurt à Nice où un ami peintre l'avait d'abord recueilli, dans un hôpital psychiatrique. Il est inhumé au cimetière de Saint-Pons à Nice.
Il est le sujet d'un dessin au crayon noir de Claude Monet, Le journaliste Théodore Pelloquet (1858).

## Œuvres
- Fontainebleau et ses environs, guides-cicérone, Hachette, 1853
- De Paris à Lyon et à Troyes, Hachette, 1854
- Les Bords du Rhin, guides-cicérone, 1854
- De Paris à Nantes, avec Hippolyte-Jules Demolière, Hachette, 1854
- De Strasbourg à Bâle, Hachette, 1854
- Fontainebleau, paysages, légendes, souvenirs, fantaisies, Hachette, 1855
- Le Château, le parc et les grandes eaux de Versailles, Hachette, 1855
- Petit guide de l’étranger à Paris, Hachette, 1855
- Guide dans les musées de peinture et de sculpture du Louvre et du Luxembourg, Paulin et Le Chevalier, 1856
- Dictionnaire de poche des artistes contemporains, les peintres, A. Delahays, 1858
- De Lyon à la Méditerranée, guides-cicérone, Hachette, 1858
- Henri Murger, A. Bourdilliat, 1861
- Cherbourg et ses bains de mer, Vallée, 1865
- Vie d'Oberlin, Hachette, 1867
- Les évasions célèbres, illustrations d'Émile Bayard, Hachette, 1869
- Les fêtes célèbres de l'antiquité, du moyen âge et des temps modernes, illustrations de Charles Goutzwiller, Hachette, 1878